# Єнгорбой
Єнгорбой (рос. Енгорбой) — улус Закаменського району, Бурятії Росії. Входить до складу Сільського поселення Єнгорбойське.
Населення — 705 осіб (2015 рік).